# Albrecht Gaiswinkler
Albrecht Gaiswinkler (* 29. Oktober 1905 in Aussee; † 11. Mai 1979 in Bad Aussee) war ein österreichischer Beamter, Sozialdemokrat und Widerstandskämpfer zuerst gegen den Austrofaschismus und später gegen den Nationalsozialismus. Er arbeitete ab 1944 mit dem britischen Geheimdienst Special Operations Executive zusammen, Berichte, dass er 1945 ein Attentat auf Joseph Goebbels, plante, sind umstritten. Gaiswinkler selbst und manche Quellen behaupteten irrigerweise, er habe in den letzten Kriegstagen die in einem Salzstollen von Altaussee eingelagerten Kunstschätze aus ganz Europa vor der Zerstörung gerettet. Neben Sepp Plieseis gilt er als eine der wichtigsten Figuren im Widerstand gegen den Nationalsozialismus im Salzkammergut.

## Jugend
Albrecht Gaiswinkler wurde 1905 als Sohn eines Salinenarbeiters in Bad Aussee geboren. Nach dem Besuch der Volksschule und der Bürgerschule war er als Straßenarbeiter tätig und wurde später Beamter bei der Krankenkasse. Politisch war er zunächst aktiv in Vorfeldorganisationen der Sozialistischen Partei und der Sozialistischen Arbeiterjugend und wurde danach Schriftführer der österreichischen Sozialdemokratische Arbeiterpartei und Kompagniekommandant des Republikanischen Schutzbundes. Nach den Februarkämpfen 1934 und dem Verbot der Partei wurde er politisch verfolgt und verbrachte acht Monate in Haft in Leoben. Später wurde er Bezirksorganisator der Revolutionären Sozialisten und kurze Zeit auch Mitglied der Kommunistischen Partei.

## Widerstand im Salzkammergut
Im Februar 1940 war Gaiswinkler eines der Gründungsmitglieder einer Widerstandsgruppe in Aussee. Weitere Mitglieder waren der später bei einem Bombenangriff ums Leben gekommene Hans Moser, der Gendarmeriebeamte Valentin Tarra, Karl Feldhammer, Hans Renner und ein gewisser Schlömer und Weber, wobei von den letzten beiden der Vorname unbekannt ist. Den Aktivitäten der Gruppe wurde jedoch bald ein Ende gesetzt, weil die meisten Mitglieder zum Kriegsdienst eingezogen wurden. Gaiswinkler wurde 1942 zur Wehrmacht eingezogen und auf verschiedenen Kriegsschauplätzen eingesetzt. Im Jahr 1944 war er im besetzten Frankreich stationiert und wurde dort in der Normandie Zeuge einer Erschießung von französischen Widerstandskämpfern. Daraufhin fasste er den Entschluss zu desertieren und inszenierte dazu ein Täuschungsmanöver. Er tauschte mit einem bis zur Unkenntlichkeit verstümmelten Bombenopfer die Papiere und die Erkennungsmarke, um so seine Angehörigen zu Hause vor Repressalien zu bewahren, suchte dann zusammen mit 17 Gefangenen den Kontakt zur französischen Résistance und schloss sich dem Maquis an. Dabei gelang es ihm noch, vier mit Waffen und Munition beladene LKW sowie 500.000 Francs aus den Beständen der Wehrmacht zu entwenden. Kurze Zeit später kam er in Kontakt mit den Engländern und arbeitete von da an für den britischen Geheimdienst. Vom Special Operations Executive (SOE) wurde er für eine geheime Mission im Gebiet des ehemaligen Österreich eingesetzt (Mission „Ebensburg“). Diese von Winston Churchill 1940 gegründete Organisation hatte den Auftrag, in den von der Wehrmacht besetzten Ländern Widerstand zu organisieren, und besaß auch eine österreichische Sektion (Austrian Section), für die Gaiswinkler angeworben wurde. Die Hauptaufgabe dieser Sektion war es, Kontakte zu bestehenden Widerstandsorganisationen herzustellen und diese mit Waffen, Sprengstoff, Funkgeräten und Informationen zu versorgen.

## Absprung über dem Feuerkogel

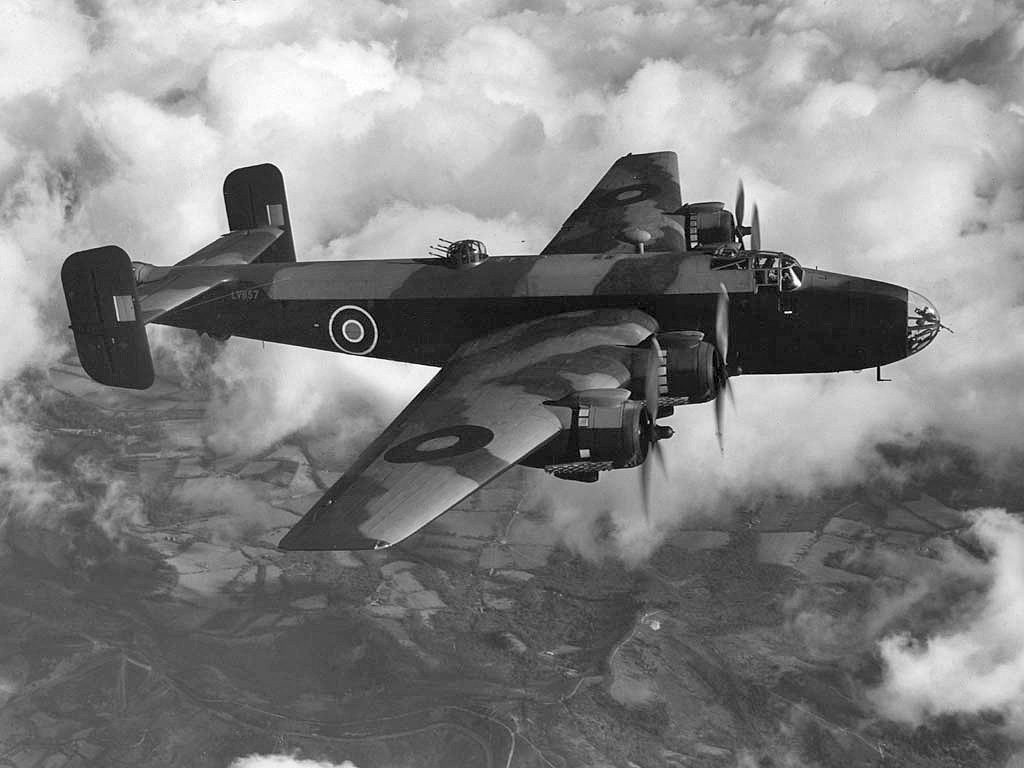
Aus einer britischen Halifax-Maschine sprang die Gruppe am 8. April 1945 über dem Feuerkogel ab

Als sich bereits die Niederlage des Deutschen Reiches abzeichnete, ging die SOE dazu über, Agenten in den bald zu erobernden Gebieten abzusetzen, die die baldige Ankunft der Alliierten vorbereiten sollten. Albrecht Gaiswinkler wurde deshalb mit der Mission betraut, von einem Flugzeug der Royal Air Force über dem Feuerkogel per Fallschirm abzuspringen, um Kontakt zu Widerstandsgruppen im Salzkammergut herzustellen. Dazu wurden ihm noch zwei weitere Österreicher im britischen Dienst zugeteilt, nämlich die Wiener Karl Lzicar und Karl Standhartinger, sowie der aus dem burgenländischen Schattendorf stammende Funker Josef Hans Grafl. Im April 1945 fand der Absprung über feindlichem Gebiet schließlich statt. Einer der Beteiligten, Josef Hans Grafl, behauptete später, dass das Hauptziel der Mission die Verhaftung oder Erschießung des Reichpropagandaministers Joseph Goebbels gewesen sei. Goebbels sei vom britischen Geheimdienst auf Urlaub am Grundlsee vermutet worden. In den zugänglichen Akten der SOE und in der entsprechenden Forschungsliteratur finden sich zu diesem angeblichen Operationsziel keine Angaben. Die Dokumente über den Wissensstand der britischen Nachrichtendienste zum Aufenthaltsort von Goebbels, die auch der Austrian Section bei SOE vorlagen, enthalten keine Informationen über einen Aufenthalt Goebbels' im Salzkammergut zur fraglichen Zeit. Ob sich Goebbels tatsächlich am Grundlsee befand, blieb bislang ebenso unbelegt, wie Berichte, dass er wegen der sich verschlechternden Kriegslage bereits vor dem geplanten Zugriff der Agenten nach Berlin abgereist sei. In den Akten der SOE findet sich zum Zweck der Mission Ebensburg lediglich die Absicht, Agenten in das Salzkammergut zu bringen, das die britischen Nachrichtendienste als „Schlupfwinkel“ für NS-Größen einschätzten. Die Austrian Section beauftragte die drei Agenten mit der Durchführung lokaler Sabotageaktionen, um die NS-Herrschaft zu destabilisieren und einen Kern für eine Widerstandsgruppe zu bilden („Local sabotage. Formation of Maquis nucleus“). Bei der Landung wurde das Funkgerät der Gruppe beschädigt, sodass die Verbindung mit der SOE-Basis in Bari nicht hergestellt werden konnte. Als Unterschlupf und Versteck vor den Nationalsozialisten diente den vier Agenten die Rieder Hütte. Eine Bewertung durch den SOE-Offizier Peter Wilkinson nach Kriegsende bescheinigte Gaiswinkler und seinen Mitarbeitern einen wertvollen Beitrag zur Zersetzung der NS-Herrschaft im Salzkammergut, zur Sicherung der Kunstschätze in Altaussee, bei der Festnahme von zum Teil hochrangigen NS-Funktionären wie Martin Kaltenbrunner und dem Aufbau einer lokalen zivilen Verwaltung geleistet zu haben.
Die US-Truppen erreichten am 6. Mai Bad Ischl, am 8. Mai Bad Aussee und am 11. Mai Gosau. In die Zeit dieser letzten Kriegstage fällt auch die Rolle Gaiswinklers als Organisator und Major einer angeblich bis zu 300 Mann starken Widerstandsgruppe im Salzkammergut, die jedoch historisch umstritten ist und nicht verifiziert wurde.

## Rettung der Kunstschätze in Altaussee
Gaiswinkler und einige Quellen behaupteten, er sei Anfang Mai 1945 eine der wichtigsten Figuren im Widerstand gegen den Nationalsozialismus im Salzkammergut gewesen und unter anderem maßgeblich daran beteiligt gewesen, dass die in den Salzstollen des Altausseer Bergwerks eingelagerten Kunstschätze aus ganz Europa entgegen den Befehlen Gauleiter August Eigrubers nicht zerstört wurden. Darunter befanden sich nicht nur wertvolle Objekte aus Deutschland, sondern unter anderem auch die österreichischen Kronjuwelen, der Genter Altar und Gemälde von Raffael, Tizian, Albrecht Dürer und Jan Vermeer. Die genauen Umstände dieser Rettung europäischer Kunstwerke sind bis heute nicht restlos geklärt; klar ist allerdings, dass Gaiswinkler damit nichts zu tun hatte.
Gaiswinkler selbst behauptete nach dem Krieg, er sei maßgeblich daran beteiligt gewesen, dass die bereits angelieferten Bomben zur Sprengung der Stollen wieder entfernt und versteckt wurden. Andere Quellen hingegen besagten, dies wäre der Initiative der misstrauisch gewordenen Salinenarbeiter zuzuschreiben. Wieder andere Quelle führten an, der (aus Oberösterreich stammende) SS-Obergruppenführer und Polizeigeneral Ernst Kaltenbrunner habe persönlich den Befehl zur Zerstörung der Kunstschätze in Altaussee vereitelt; dies scheint den Tatsachen zu entsprechen, wenn Kaltenbrunner auch keineswegs aus eigenem Antrieb, sondern auf dringenden Vorschlag des (auch von Hugo Portisch genannten) Bergarbeiters Alois Raudaschl gehandelt hat, wobei Mitarbeiter der Salinen die Vorarbeiten geleistet hatten. Die Behauptung, unter diesen Kunstwerken habe sich auch die Mona Lisa aus dem Louvre in Paris befunden, erwies sich als irrig.

„Die Vorgänge im Ausseer Gebiet seit Mitte 1944 verdienen mit Bestimmtheit ein besonderes Buch, oder vielleicht sogar mehrere Bücher. Sie würden genügend Material für eine Reihe spannender Filme enthalten, in denen die unglaublichsten Dinge vorkommen dürften […] die historisch belegt sind.“

## Nach Kriegsende
Nach Ende des Krieges ging Gaiswinkler in die Politik und wurde von den Amerikanern kurzfristig als Regierungskommissär (Bezirkshauptmann) von Aussee eingesetzt. Bei der ersten Wahl zum Nationalrat am 25. November 1945 wurde er als Abgeordneter der SPÖ ins Parlament gewählt. Bei seiner Wahl spielte offenbar auch eine Absprache mit der steirischen SPÖ eine Rolle, bei der sich Gaiswinkler dafür einsetzte, dass das Ausseerland wieder an das Bundesland Steiermark angegliedert wird, was ihm auch bei einer noch vor den ersten Nationalratswahlen durchgeführten Volksabstimmung gelang. 1947 veröffentlichte er seine Erinnerungen an die Geschehnisse während des Krieges und besonders der letzten turbulenten Kriegstage im Ausseerland in Buchform unter dem Titel „Sprung in die Freiheit“. Es gibt Hinweise, dass das Werk vom deutschen Schriftsteller Rudolf Daumann als „Ghostwriter“ verfasst wurde. Die darin gemachten Angaben weichen jedoch teilweise von den Angaben anderer Zeitzeugen stark ab. So schilderte der mit ihm über dem Feuerkogel abgesprungene Josef Grafl die Geschehnisse dieser Tage ganz anders und äußerte auch schwere Vorwürfe gegen Gaiswinkler. Die Rettung der Kunstschätze reklamierten wiederum verschiedene andere Beteiligte für sich.
Gaiswinkler wurde 1949 von der steirischen SPÖ nicht mehr als Kandidat für den Nationalrat aufgestellt. Die Ursachen dafür liegen in politischen Konflikten mit der Parteiführung. Gaiswinkler gehörte in der SPÖ zum linken Flügel um Generalsekretär Erwin Scharf. Gaiswinkler verlangte beispielsweise eine „restlose Entnazifizierung“ und kritisierte die schlechte Behandlung von Widerstandskämpfern durch die Institutionen der Zweiten Republik. Anlass für den Parteiausschluss war seine Weigerung aus dem von der KPÖ dominierten KZ-Verband auszutreten. Gaiswinkler, der auch Vize-Bürgermeister von Bad Aussee war, trat daraufhin den Linkssozialisten bei, die 1949 gemeinsam mit den Kommunisten kandidierten. Seine politische Karriere war aber damit beendet, da diese österreichweit nur drei Mandate erreichen konnten. Daraufhin kehrte er zurück in seinen früheren Beruf und wurde wieder Beamter bei der Krankenkassa, wo er später auch Regionalleiter wurde. Gaiswinkler blieb noch kurze Zeit politisch aktiv. So war er an einer Gedenkkundgebung für den 1934 hingerichteten steirischen Arbeiterführer Koloman Wallisch beteiligt und kritisierte massiv die Errichtung eines Kriegerdenkmals an der Straße nach Grundlsee. Er warf der Gemeinde eine „Verherrlichung des NS-Krieges“ vor und kritisierte die starke Rolle ehemaliger Nationalsozialisten in der lokalen Politik. Anfang der 1950er Jahre zog sich Gaiswinkler aus der Politik zurück, „offensichtlich wegen des großen Drucks, der auf ihn als Angestellten der steirischen Gebietskrankenkasse ausgeübt wurde“. gehörte auch zu den Gründungsmitgliedern des neu gegründeten Arbeiterturn- und Sportverein ATSV Bad Aussee. 1950 schrieb er einen Bergsteigerroman über die 1948 am Grimming verunglückten Karl Resch und Franz Maier unter dem Titel „Helden im Fels“.
Die verbleibenden Jahre seines Lebens blieb Albrecht Gaiswinkler in seiner Heimat und starb am 11. Mai 1979 in Bad Aussee.

## Kontroverse um das angeblich geplante Goebbels-Attentat
Die Angaben zum angeblichen Operationsziel der Mission „Ebensburg“, Goebbels festzunehmen oder zu töten, beruhen ausschließlich auf Aussagen von Josef Grafl; Albrecht Gaiswinkler hat sich dazu nie eindeutig geäußert. Grafl hat später auch ausgesagt, dass das Funkgerät gar nicht beschädigt gewesen sei und ihn Gaiswinkler nach dem Absprung über dem Feuerkogel überredet habe, das Funkgerät am Berg zu lassen, da ein Abstieg ins Tal mit dieser Last nicht möglich sei. Der aus dem Burgenland stammende Flachländer Grafl glaubte demnach Gaiswinkler, und so wurde die Kommunikation mit der britischen Kommandozentrale unter Umständen willentlich unterbrochen. Die Überprüfung von Interview-Aussagen Grafls anhand von SOE-Quellen erbrachte wiederum eine Vielzahl von Widersprüchen und Zweifeln an den Angaben Grafls zu seiner eigenen Geschichte. Quellen für die Darstellung, dass Goebbels bereits einige Tage vor dem Absprung der österreichischen Agenten aus dem Salzkammergut abgereist sei und die Mission deshalb vornherein gescheitert war, wurden bisher nicht vorgelegt.
Hollywood hingegen hat sich diesem Thema trotz der dünnen Quellenlage angenommen und Teile der Geschichte um Albrecht Gaiswinkler und Josef Grafl wurden 1968 im Film „Where Eagles Dare“ mit Richard Burton und Clint Eastwood übernommen. Dieser Film wurde im nahe gelegenen Ennstal und bei der Burg Hohenwerfen gedreht und zeigt auch Szenen vom tatsächlichen Schauplatz dieser Ereignisse am Feuerkogel. Allerdings waren die dargestellten Agenten hier Briten und Amerikaner, und auch sonst schöpft dieser Film die künstlerische Freiheit voll aus. Eine Verfilmung, die näher an den historischen Tatsachen liegt und auf den Memoiren von Albrecht Gaiswinkler beruht, ist der Fernsehfilm „Am Ende eines langen Winters“, der 1990 nach einem Buch von Walter Wippersberg von ORF und ARD gemeinsam produziert wurde.